# Larven

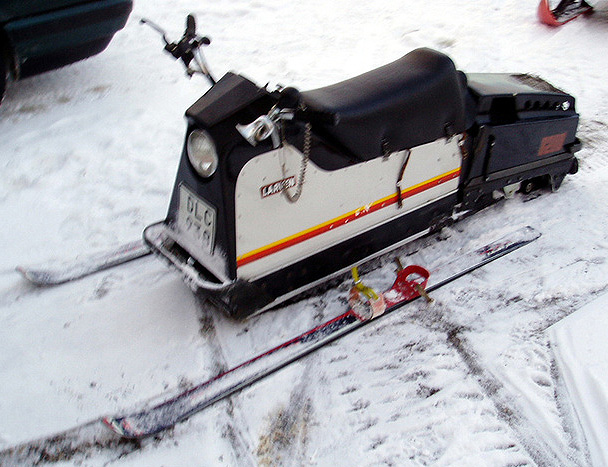
En Larven 8200 komplett med originalskidor.

Larven är en av svensk skotertillverknings mest okonventionella snöskotrar, och har nått kultstatus bland skoterintresserade. En Larven bestod av ett långt larvband och en motor som var placerad ungefär i mitten. Styrningen skedde med skidor som föraren hade på fötterna. Tack vare sin storlek var den lätt att stoppa in i en vanlig kombibil.
Den marknadsfördes under devisen "Larven - motoriserad skidåkning" och tillverkades av Lenko i Östersund från 60-talet till 80-talets slut. 

## Historik

### Bakgrund
Larvens upphovsman Lennart Nilsson utvecklade Larven som ett sätt att ta sig fram i väglöst land till sin stuga i Ullådalen utanför Åre. Han hade sett de första Ski-Doo-skotrarna som presenterades i slutet av 1950-talet men ville ha något ännu enklare och smidigare som rymdes i ett skidspår.

### 1960- till 1980-talet
Larven börjades tillverkas 1965 av Nilssons företag Lenko och såldes för 3 000 kronor. Larven vägde knappt 70 kg och hade ursprungligen en motorsågsmotor på 75 cm³ samt ett larvband som täckte underredet från för till akter. Motorn placerades i mitten mest för balansens men även för avgasernas skull. 
Lenko tog väl vara på kunderna och tog fram en särskild "Larvenskola" där man lärde ut till förarna hur man kunde utnyttja Larvens säregna köregenskaper. Lenko tog även fram särskilda Larvenkläder, en spårmaskin, en lastramp ("larvenbryggan") och en sorts pistmaskin, "larvenpackaren". Sedermera vidareutvecklades Larven till att även fungera som en mobil skidlift. Cirka 4 500 Larven byggdes totalt. 
1985 kostade en Larven cirka 30 000 kr och hade en 175 cm³ Lenko-motor på 15 hk. Även motorer från Husqvarna och Valmet användes. Finska snöskotern Terhi 10 hade samma Husqvarnamotor, med en problemfylld förgasare. Hela ekipaget vägde 110 kg körklart. I slutet av 1980-talet såldes larvenverksamheten till Anundsjö Mekaniska i närheten av Örnsköldsvik, de sålde reservdelar till Larven. Anundsjö Mekaniska avvecklades 2009 och reservdelslagret såldes till två Larvenentusiaster utanför Östersund. Larven är därmed tillbaka där det startade. Via Larvenklubbens hemsida kan man komma i kontakt med de som har hand om reservdelslagret.

### Senare år och eftermäle
I dag säljs fortfarande begagnade Larven på annonsmarknader (som Blocket) för 4000 kr och uppåt.
År 1976 startade Lenko utvecklingen och tillverkningen av skogsmaskinen Skogis. Den tillverkningen togs senare över av Helge Teknik, som senare blev en del av ForestCat AB, som senare gick i konkurs.
I dag är Lenko en av världens ledande tillverkare av snökanoner.
Larven i kulturen
- Ett spår på jämtska Hoven Drovens cd-skiva Hippa är namngivet efter Larven.
- Larven har, tillsammans med Donald Sutherland och Vanessa Redgrave, en av huvudrollerna i filmatiseringen av Alistair MacLeans bok Björnön (film) från 1979.

## Produkter och marknadsföring

### Modeller
- Larven 690
- Larven 730 (1973)
- Larven 7500 (1975)
- Larven 7700
- Larven 8000
- Larven 8200
- Larven 8500
- Larven 8700/Compact Lång
- Larven 360
- Lenko 460 - en Larven med huv och skidor, likt en traditionell snöskoter.[2]

### Slogans
- "Larven - motoriserad skidåkning"
- "Larven - mer än en skoter"
- "Larven - mer än en snöscoter till ett lägre pris"
- "Motorskidåkning - ett nytt sätt att åka skidor"
- "Larven - ovanpå det mesta"
- "Larven - specialisten på snö"
- "Larven - för dig med stora anspråk"
- "Larven - Är man kung så är man"
- "Följ mig så ska du se att du åker fast!" - Terhi 10 och Larven 7700